# Okręg Satu-Mare (okres międzywojenny)

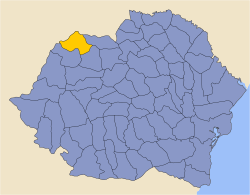
Mapa administracyjna Rumunii – rok 1930. Okręg Satu-Mare oznaczono na żółto

Okręg Satu-Mare (rum. județul Satu-Mare) – do 1940 roku jednostka podziału terytorialnego w Rumunii. Siedzibą władz administracyjnych było miasto Satu Mare. W 1930 roku liczył 294 875 mieszkańców.

## Organizacja
W okręgu było jedno miasto wydzielone (municipiu) – Satu Mare oraz dwa miasta – Baia Mare oraz Baia Sprie.